# Al conde palatino
|  |

El aguafuerte Al conde palatino es un grabado de la serie Los Caprichos del pintor español Francisco de Goya. Está numerado con el número 33 en la serie de 80 estampas. Se publicó en 1799.

## Interpretaciones de la estampa
Existen varios manuscritos contemporáneos que explican las láminas de los Caprichos. El que se encuentra en el Museo del Prado se tiene como autógrafo de Goya, pero parece más bien despistar y buscar un significado moralizante que encubra significados más arriesgados para el autor. Otros dos, el que perteneció a Ayala y el que se encuentra en la Biblioteca Nacional, realzan la parte más escabrosa de las láminas.
- Explicación de esta estampa del manuscrito del Museo del Prado: En todas las ciencias hay charlatanes, que sin haber estudiado palabra lo saben todo y para todo hallan remedio. No hay que fiarse de lo que anuncian. El verdadero sabio desconfía siempre del acierto: promete poco y cumple mucho; pero el Conde Palatino, no cumple nada de lo que promete.[2]

- Manuscrito de Ayala: Los charlatans y sacamuelas venden bien sus drogas fingiéndose Condes y Marqueses.[2]

- Manuscrito de la Biblioteca Nacional: Todos los charlatanes y sacamuelas quieren pasar por Condes y Marqueses extranjeros arruinados para vender bien sus drogas.[2]